# Erich Räuker

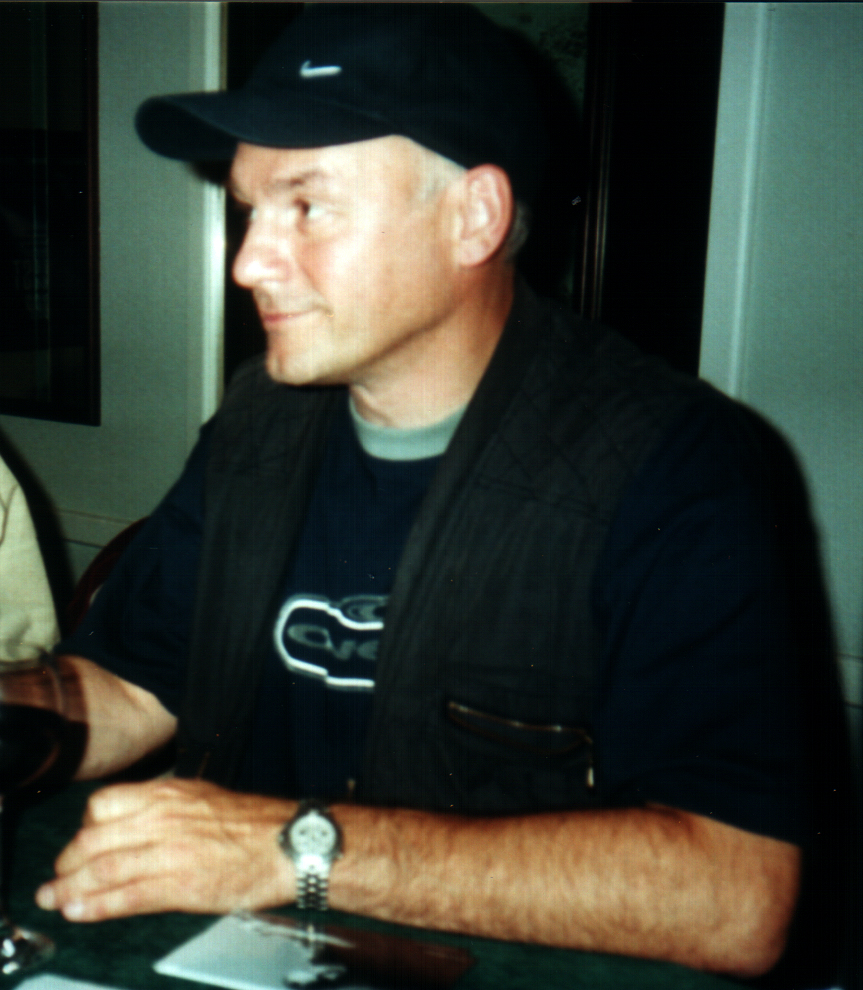
Erich Räuker 2000 bei einer Synchronsprecher-Convention in Mannheim

Erich Räuker (* 25. Juni 1953) ist ein deutscher Musiker, Synchronsprecher sowie Hörspiel- und Hörbuchsprecher. Er synchronisiert Darsteller mehrerer Serien, zum Beispiel Richard Dean Anderson in Stargate, Robert Duncan McNeill in Star Trek: Raumschiff Voyager, Hugh Bonneville in Downton Abbey, Carlo Rota in 24, Patrick Warburton in Kim Possible, Naoya Uchida im Death Note Anime, Yuji Mikimoto in Code Geass: Code Geass: Lelouch of the Rebellion R2, Nathaniel Parker in Merlin – Die neuen Abenteuer, Fumihiko Tachiki in Neon Genesis Evangelion (1. Synchronfassung), Hidekatsu Shibata in Fullmetal Alchemist (Anime) und Fullmetal Alchemist: Brotherhood, Hideyuki Hori in Dragonball Z, Katsuyuki Konishi in Dragonball Z Kai und Shinpachi Tsuji in Edens Zero. Er ist auch in Filmen wie Die Siebente Papyrusrolle und Das Haus der Verdammnis zu hören. Als Bassist spielte er bis 1981 bei der Berliner Rockband Bleibtreu Revue und vorher bei Ulla Meinecke. Außerdem war er langjähriges Mitglied des Rocktheaters Reineke Fuchs.

## Leben
Räuker lebt und arbeitet in Großbeeren nahe Berlin. Er ist Vater von Oscar Räuker (geb. am 30. Juni 1998), der ebenfalls als Synchronsprecher tätig ist. Er ist Betreiber von Weltenton, einem produzierenden Verlag für Musik und Hörbücher. Räuker ist Fördermitglied verschiedener Non-Profit-Organisationen wie Amnesty, Greenpeace und Foodwatch.

## Rollen als Synchronsprecher (Auswahl)
Hugh Bonneville
- 2010–2015: Downton Abbey (Fernsehserie) als Robert Crawley, Graf von Grantham
- 2014: Paddington als Mr. Brown
- 2017: Paddington 2 als Mr. Brown
- 2019: Downton Abbey als Robert Crawley, Graf von Grantham
- 2020: Jingle Jangle Journey: Abenteuerliche Weihnachten! als Mr. Delacroix
- 2022: Downton Abbey II: Eine neue Ära als Robert Crawley, Graf von Grantham

Will Patton
- 2009: The Canyon als Henry (Synchro 2014)
- 2011–2015: Falling Skies (Fernsehserie) als Captain Weaver
- 2016: American Honey als Backseat Cowboy
- 2018: Halloween als Officer Frank Hawkins
- 2019: Blood on My Name als Richard Tiller
- 2021: Halloween Kills als Officer Frank Hawkins
- 2022: Halloween Ends als Officer Frank Hawkins

Kim Bodnia
- 1996: Pusher als Frank
- 1999: In China essen sie Hunde als Harald
- 1999: Bleeder als Leo
- 2002: Old Men in New Cars – In China essen sie Hunde 2 als Harald
- 2004: The Good Cop als Jens

Steve Coulter
- 2013: Conjuring – Die Heimsuchung als Pater Gordon
- 2016: Conjuring 2 als Pater Gordon
- 2019: Annabelle 3 als Pater Gordon
- 2021: Conjuring 3: Im Bann des Teufels als Pater Gordon

Brett Cullen
- 2007: Ghost Rider als Barton Blaze
- 2011: Auf brennender Erde als Robert
- 2019: Joker als Thomas Wayne

Liam Cunningham
- 2008: The Escapist – Raus aus der Hölle als Brodie
- 2008: Hunger als Father Dominik Moran
- 2013: Numbers Station als Michael Grey

Elias Koteas
- 2009: Das Haus der Dämonen als Reverend Nicholas Popescu
- 2010: Shutter Island als Laeddis
- 2014–2018: Chicago P.D. als Detective Alvin Olinsky

James Nesbitt
- 2010: Dein Weg als Jack
- 2010: Five Minutes of Heaven als Joe Griffin

David Koechner
- 2013: Anchorman – Die Legende kehrt zurück als Champ Kind
- 2013: Cheap Thrills als Colin

### Filme
- 1998: Auf immer und ewig – Al Ashton als Frachtmeister
- 1999: Notting Hill – Richard McCabe als Tony, der Wirt
- 2003: Terminator 3 – Rebellion der Maschinen – David Andrews als Robert Brewster
- 2003: Fluch der Karibik – Treva Etienne als Koehler
- 2004: Troja – Eric Bana als Hektor
- 2005: Das ausgekochte Schlitzohr ist wieder auf Achse – Burt Reynolds als „Bandit“ / Bo Darville
- 2005: Sky High – Diese High School hebt ab! – Bruce Campbell als Coach Boomer
- 2006: Happy Feet – Anthony LaPaglia als Boss Skua
- 2008: Mensch, Dave! – Ed Helms als Nr. 2 – Zweiter Befehlshaber
- 2009: Monsters vs. Aliens – Hugh Laurie als Professor Doktor Kakerlake
- 2009: Push – Djimon Hounsou als Henry Carver
- 2010: Burlesque – Peter Gallagher als Vince
- 2010: Legacy – Eamonn Walker als Gray
- 2011: Der Zoowärter – Bas Rutten als Sebastian, der Wolf
- 2011: Happy New Year – Larry Miller als Harley
- 2012: Fast Girls – James Richardson als Kommentator
- 2013: Ich – Einfach unverbesserlich 2 – Benjamin Bratt als Eduardo
- 2013: 2 Guns – Robert John Burke als Jessup
- 2014: Transformers 4: Ära des Untergangs – Titus Welliver als James Savoy
- 2014: Sex Tape – Timothy Brennen als Walt
- 2014: Need for Speed – Nick Chinlund als Officer Lejeune
- 2015: Familie zu vermieten – François Morel als Léon
- 2015: Jurassic World – Andy Buckley als Scott
- 2016: Die Weihnachtsstory – Willie Aames als Vernon Hollis
- 2017: Fast & Furious 8 – Patrick St. Esprit als DS Allan
- 2017: Schneemann – Ronan Vibert als Gunnar Hagen
- 2019: Gemini Man – Ralph Brown als Del Patterson
- 2019: Le Mans 66 – Gegen jede Chance – Tracy Letts als Henry Ford II
- 2020: The Grudge – Steven Ratzlaff als Dr. Maher
- 2023: The Marvels – Gary Lewis als Kaiser Dro‘ge
- 2023: Teenage Mutant Ninja Turtles: Mutant Mayhem – Giancarlo Esposito als Baxter Stockman
- 2025: The Fantastic Four: First Steps - Mark Gatiss als Ted Gilbert

### Serien
- 1995 (2005): Neon Genesis Evangelion – Fumihiko Tachiki als Gendō Ikari
- seit 1996: Hiroshi Yanaka in Detektiv Conan als Hitoshi Okano
- 1997: Friends – Roark Critchlow als Dr. Mike Horton
- 1999: Mortal Kombat: Conquest – Jeffrey Meek als Raiden und Shao Khan
- 1998–2001: Friends – Tate Donovan als Joshua Burgin
- 1999–2002: Star Trek: Raumschiff Voyager – Robert Duncan McNeill als Tom Paris (2. Stimme)
- 1999–2007: Stargate Kommando SG–1 – Richard Dean Anderson als Jack O’Neill
- 2000–2001: Watership Down – Unten am Fluss – Ian Shaw als Hazel
- 2002: Friends – Hank Azaria als David
- 2003–2008: Kim Possible – Patrick Warburton als Mr. Steve Barkin
- 2001–2005: JAG – Im Auftrag der Ehre – Scott Lawrence als Cmdr. Peter Ulysses „Sturgis“ Turner
- 2005–2012: Weeds – Kleine Deals unter Nachbarn – Kevin Nealon als Doug Wilson
- 2005: Power Rangers S. P. D. – John Tui als Commander Doggie Cruger
- 2005–2010, 2012: Desperate Housewives – Richard Burgi als Karl Mayer
- 2006: Avatar – Der Herr der Elemente – Jason Isaacs als Zhao
- 2006–2008: Criminal Minds – Mandy Patinkin als Jason Gideon
- 2007: Ghost Whisperer – Stimmen aus dem Jenseits – Fredric Lehne als Charlie Banks
- 2007–2009: 24 – Carlo Rota als Morris O’Brian
- 2008: Dexter – Rudolf Martin als Carlos Guerrero
- 2008–2010: Dexter – Keith Carradine als Special Agent Frank Lundy
- 2008–2014, 2020: Star Wars: The Clone Wars – Tom Kane als Admiral Wullf Yularen
- 2009: Ghost Whisperer – Stimmen aus dem Jenseits – Tom Wright als Dave McKey
- 2009: Prison Break – Graham McTavish als Ferguson
- 2009–2011, 2014: Castle – Ruben Santiago–Hudson als Roy Montgomery
- 2010–2011: Warehouse 13 – Simon Reynolds als Daniel Dickenson
- 2011: Dexter – Raphael Sbarge als Jim McCourt
- 2012: The Vampire Diaries – Sebastian Roché als Mikael
- 2012–2013: American Horror Story – Asylum – Fredric Lehne als Frank McCann
- 2012–2014: The Glades – Carlos Gómez als Dr. Carlos Sanchez
- 2010–2015: Downton Abbey (Fernsehserie) als Robert Crawley, Graf von Grantham
- 2011–2020: Homeland – Mandy Patinkin als Saul Berenson
- seit 2013: Inspector Barnaby – Neil Dudgeon als DCI John Barnaby
- 2014–2019: Gotham – Sean Pertwee als Alfred Pennyworth
- 2014–2015: Marvel’s Agents of S.H.I.E.L.D. – Titus Welliver als Agent Felix Blake
- 2017: Star Wars Rebels – Tom Kane als Colonel Wullf Yularen
- 2017–2023: Workin’ Moms – Peter Keleghan als Richard Greenwood (2. Stimme)
- 2017–2025: S.W.A.T. – Peter Onorati als Jeff Mumford
- 2018–2024: Der Prinz der Drachen – Erik Dellums als Aaravos
- 2018: Deep State – Mark Strong als Max Easton
- 2018–2021: Doctor Who – Bradley Walsh als Graham O’Brien
- 2018–2021: The Hunter – David Coco als Leoluca „Don Luchino“ Bagarella
- 2019–2020: Sex Education – James Purefoy als Remi Milburn
- 2019–2023: Hideaki Tezuka in Vinland Saga als Ketil
- 2020–2022: Stargirl (Fernsehserie)
- 2019–2020/2022: Haruo Satou in Kaguya-sama: Love is War als Saburou Odajima (2. Stimme)
- 2021: Paris Police 1900 (Marc Barbé) als Louis Lépine
- 2021–2022: Wer hat Sara ermordet? – Ginés García Millán als César Lazcano
- 2021–2022: Inside Job – Christian Slater als Rand Ridley
- 2022: She-Hulk: Die Anwältin – Steve Coulter als Holden Holliway (2. Stimme)
- 2022: Andor – Malcolm Sinclair als Colonel Wullf Yularen
- 2022: The Good Fight – Mandy Patinkin als Hal Wackner

### Videospiele
- Star Wars Jedi Knight II: Jedi Outcast (2002) – Kyle Katarn
- Star Wars Jedi Knight: Jedi Academy (2003) – Kyle Katarn
- Looney Tunes: Back in Action (2003)
- Kingdom Hearts 2 (2005) – Xigbar
- The Witcher: Enhanced Edition (2008) – Professor
- Call of Juarez: Bound in Blood (2009)
- Venetica (2009)
- Gears of War 3 (2011)
- The Elder Scrolls V: Skyrim (2011) als Arngeir
- Kingdoms of Amalur: Reckoning (2012)
- Batman: Arkham Origins (2013) als Deathstroke
- Far Cry 4 (2014) als Paul de pleur
- Mittelerde: Mordors Schatten (2014) – Alastair Duncan als Celebrimbor
- Dragon Age: Inquisition (2014) als Corypheus
- FIFA 17 (2016) – George Baker
- Die Zwerge (2016) – Sprecher
- Mittelerde: Schatten des Krieges (2017) – Alastair Duncan als Celebrimbor
- Spider Man 2 PSP (2004) – Tutorial
- Halo 2 (2004) – Special Operations Kommandant der Allianz
- Halo 3 (2007) – Special Operations Kommandant der Allianz
- Back 4 Blood (2021) – Howard Robert Hoffman

## Hörspiele (Auswahl)
- 2009–2015: Serie Mark Brandis, wiederkehrende Rolle als Frederic Young (in Episoden „Vorstoß zum Uranus“, „Raumsonde Epsilon“ und „Der Pandora-Zwischenfall“)[4][5]
- 2013: Ender’s Game: Das große Spiel (Audible exklusiv, nach dem Roman und dem Drehbuch von Orson Scott Card)
- 2015: Jurassic World – Das Original-Hörspiel zum Kinofilm, Edel Germany.
- 2015–2016: Monster 1983 (Hörspielserie), Lübbe Audio/Audible als Mr Forster

## Hörbücher (Auswahl)
- Dracula von Bram Stoker
- Edgar Allan Poe: Erzählungen 1, Audible
- SPQR-Reihe von John Maddox Roberts (2009–2011)
- Vatikantrilogie (Teile 1 und 2) von Jörg Kastner (2008 und 2010)
- Eine Studie in Scharlachrot von Arthur Conan Doyle, Audible, 2012
- Eis bricht von Raimon Weber (2013)[6]
- Der Opiummörder von David Morrell (Audible exklusiv), Veröffentlichung 2015
- House of Cards von Michael Dobbs (Audible exklusiv), Veröffentlichung 2016
- Schach dem König von Michael Dobbs (Audible exklusiv), Veröffentlichung 2016
- Der Eisenbahnmörder (Thomas De Quincey 3) von David Morrell (Audible exklusiv), Veröffentlichung 2020
- Früchte des Zorns von John Steinbeck, Hörbuch Hamburg 2021, ISBN 978-3-8449-2689-7
- Schlacht und Blut – Die Napoleon-Saga 1769–1795 von Simon Scarrow, Audible, 2022
- Feuer und Schwert – Die Napoleon-Saga 1804–1809 von Simon Scarrow, Audible, 2023 (Die Napoleon-Saga 3)
- Al Pacino: Sonny Boy. Mein Leben, Hörbuch Hamburg, 2024, ISBN 978-3-8449-4098-5 (Hörbuch Download)